# Europees kampioenschap korfbal
Het Europees kampioenschap korfbal is een terugkerend evenement dat voorheen iedere vier jaar en sedert 2014 iedere twee jaar wordt georganiseerd door de International Korfball Federation. Deelnemers aan het toernooi zijn landenteams van Europese landen. De winnaar van het toernooi is de officiële Europees kampioen korfbal. Het eerste EK werd gehouden in 1998 in Portugal. Nederland werd in dat jaar Europees kampioen, evenals in elke andere editie.

## Overzicht Toernooien
| Jaar | Gastland  | Goud      | Zilver    | Brons     |
| ---- | --------- | --------- | --------- | --------- |
| 1998 | Portugal  | Nederland | België    | Portugal  |
| 2002 | Catalonië | Nederland | Tsjechië  | België    |
| 2006 | Hongarije | Nederland | België    | Tsjechië  |
| 2010 | Nederland | Nederland | België    | Tsjechië  |
| 2014 | Portugal  | Nederland | België    | Portugal  |
| 2016 | Nederland | Nederland | België    | Catalonië |
| 2018 | Nederland | Nederland | Duitsland | Portugal  |
| 2021 | België    | Nederland | België    | Duitsland |
| 2024 | Catalonië | Nederland | België    | Duitsland |

## Medaillespiegel
| Plaats | Land      | Goud | Zilver | Brons | Totaal |
| 1      | Nederland | 9    | 0      | 0     | 9      |
| 2      | België    | 0    | 7      | 1     | 8      |
| 3      | Tsjechië  | 0    | 1      | 2     | 3      |
| 4      | Duitsland | 0    | 1      | 2     | 3      |
| 5      | Portugal  | 0    | 0      | 3     | 3      |
| 6      | Catalonië | 0    | 0      | 1     | 1      |
| Totaal | Totaal    | 9    | 9      | 9     | 27     |